# Johanna Sophie Löwe
Johanna Sophie Löwe (Oldenburg, 24 de març de 1815 - Pest, 29 de novembre de 1866), fou una cantant d'òpera alemanya.
Nascuda en una família de músics i actors, filla de Ferdinand Löwe, fou encoratjada per la seva tia, Julie Löwe, a seguir una carrera com a cantant. Començà la seva educació a Mannheim, que perfeccionà a Frankfurt del Main i a Viena, amb mestres de cant i interpretació com Giuseppe Ciccimarra, el seu oncle Ludwig Löwe o E. Lampieri.
Havent assolit molt d'èxit en un concert de 1832, fou contractada per cantar en el Teatre Karentherthor, de Viena. En els anys següents va adquirir una reputació com una destacada cantant de coloratura amb un rang vocal important, i era, a la vegada, una excel·lent actriu. Va cantar a Berlín, entre 1938 i 1940, i després a Hannover, Hamburg, Leipzig, Frankfurt, i també a París, Londres i diverses ciutats italianes.
Creà els papers de Maria Padilla, de l'obra de Gaetano Donizetti, a Milà, al 1841, i el d'Ernani, de Giuseppe Verdi, a Venècia, al 1844. Verdi li va escriure una cavatina a Giovanna d’Arco. i també va crear per a ella un paper important, el d'Odabella, a la seva òpera Attila, el 1846.
El 1848 es casà amb el príncep Friedrich de Liechtenstein i deixà el teatre.